# 易安迪Dash 2系列
易安迪Dash 2系列（英語：EMD Dash 2）是美国通用汽车易安迪公司（GM-EMD）在1972年1月1日起推出的电力传动柴油机车产品线，该系列机车的设计重点是致力于改善机车运用可靠性及经济性，最初推出的五种基本车型功率涵盖2000马力到3600马力等级，包括2000马力的GP38-2型、SD38-2型柴油机车，3000马力的GP40-2型、SD40-2型柴油机车，以及3600马力的SD45-2型柴油机车，分别取代上一代的GP38、SD38、GP40、SD40、SD45型柴油机车。
易安迪Dash 2系列柴油机车全部装用经过改进的易安迪645E系列柴油机，与以往生产的645E系列柴油机相比，新柴油机改进了上活塞环位置、增大气缸套气口直径、采用全宽式气缸盖密封垫、主轴承轴瓦加装镍托等。电路系统方面，机车采用了已经在DDA40X、SD45X型柴油机车上经过验证的模块化电子控制系统，在控制电路广泛采用了易于更换的插入式印刷电路板，全部控制电路及保护系统分装在17块电路板上，取代使用寿命较短且可靠性较低的有触点机械开关，便于迅速查找故障并节省维护时间。同时，机车主电路中取消了牵引电动机磁场削弱分路。
除此之外，六轴的Dash 2系列柴油机车装用了新一代的HT-C转向架，取代了以往SD系列机车使用的“Flexicoil”三轴转向架。HT-C转向架的主要设计目标是使机车达到最大可能的牵引能力，转向架必须能够充分利用最大的粘着重量，并且将各轴之间的轴重转移尽可能降至较低水平。HT-C转向架的主要特点包括：具有较大刚度的橡胶摇枕弹簧二系悬挂装置、牵引电动机顺置布置、大直径心盘及低位牵引装置等。